# Jacob Scheließnigg
Johann Jacob Scheließnigg (* 25. Juli 1790 in Unterloibach; † 14. Dezember 1867 in Klagenfurt) war ein österreichischer Verbandsfunktionär und Politiker.

## Leben
Scheließnigg war der Sohn eines Bauern. Er war katholischer Konfession und zwei Mal verheiratet. Von 1807 bis 1811 studierte er Rechtswissenschaft an den Universitäten Graz und Wien.
1811 wurde er Kriminalpraktikant beim Magistrat in Wien, von 1811 bis 1813 war er Praktikant und von 1813 bis 1814 Controlor. Zwischen 1814 und 1826 war er Pfleger und Bezirkskommissär der Graf von Thurnschen Herrschaft Bleiburg und von 1826 bis 1827 Pfleger der Graf Eggerschen Herrschaft Haimburg. Von 1827 bis 1867 war er Inspektor und Leiter der Besitzungen und Gewerkschaften des Grafen Egger in Klagenfurt. Zwischen 1850 und 1866 war er auch Beisitzer beim Bergsenat des Landesgerichts in Klagenfurt. In den Jahren 1855 bis 1867 war er auch Direktor der Escomptebank in Klagenfurt.

## Verbandstätigkeit
Seit 1830 war er Mitglied der Kärntner Gesellschaft für Landwirtschaft und Industrie in Klagenfurt. 1832 wurde er Referent über die Industrie Kärntens und Krains in der Kommerz- und Handelskommission in Klagenfurt. Seit 1838 gehörte er dem Innerösterreichischen Industrie- und Gewerbeverein und nach 1838 dem Industrie- und Gewerbeverein für Kärnten als Direktions-Stellvertreter an. Vor 1848 war er Mitglied der Landwirtschaftsgesellschaften in Wien, Graz und Laibach sowie des Vereins für Bildende Künste in Wien.
Vor 1848 war er Ehrenkurator der mit der Wiener Sparkasse verbundenen allgemeinen Versorgungsanstalt. 1849 besuchte er den Landwirtschaftlicher Kongress in Wien und war 1851 und 1856 ministerieller Berichterstatter bei den Industrieausstellungen in London und Paris. Von 1856 bis 1867 gehörte er der Kärntner Handels- und Gewerbekammer in Klagenfurt an und war dort Vizepräsident. 1858 nahm er an der Versammlung österreichischer Berg- und Hüttenmänner teil und war seit 1859 Verein Österreichischer Eisenindustrieller (1859 nahm er an der Gründungsversammlung als Vertreter der Alpengruppe teil). In den 1850er Jahren beteiligte er sich am Bau von Eisenbahnstrecken in Kärnten.
Er war Verfasser zahlreicher nationalökonomischer Schriften (u. a. "Geschichte der kärntnerischen Eisenbahn", 1862).

## Politik
Scheließnigg gehörte dem Fünfzigerausschuss an. Vom 9. Juli 1848 (für Franz Edler von Knapitsch) bis zum 25. Januar 1849 vertrat er den Wahlkreis 2. Kärnten (St. Veit) in der Frankfurter Nationalversammlung. Im Parlament blieb er fraktionslos und stimmte überwiegend mit der Rechten. Sein Nachfolger wurde Peter Kanitsch.
Zwischen August und Oktober 1848 war er Mitglied im Verein für deutsche Zolleinigung in Frankfurt am Main und seit September 1848 Mitgründer des Allgemeinen Deutschen Vereins zum Schutz der Vaterländischen Arbeit. 1848 Spezialkommission für die Ordnung der Zölle im Deutschen Reich.
In den Jahren 1866 und 1867 war er Abgeordneter im Kärntner Landtag.